# Mesonoemacheilus remadevii
Mesonoemacheilus remadevii és una espècie de peix de la família dels balitòrids i de l'ordre dels cipriniformes.

## Morfologia
- Fa 5,9 cm de llargària màxima.
- 10 radis tous a l'aleta dorsal i 7 a l'anal.
- Aleta caudal bifurcada i amb els lòbuls arrodonits.
- Peduncle caudal estret.
- Barbetes sensorials llargues i filiformes.
- Llavis força solcats.[6]

## Hàbitat i distribució geogràfica
És un peix d'aigua dolça, demersal i de clima tropical, el qual viu a la conca del riu Kunthi (conca del riu Bharathapuzha als Ghats Occidentals, Kerala, l'Índia).

## Estat de conservació
Gaudeix de força protecció i el seu hàbitat es troba lliure de pertorbacions antropogèniques.

## Observacions
És inofensiu per als humans.